# Cinnamosma madagascariensis
Cinnamosma madagascariensis är en tvåhjärtbladig växtart som beskrevs av Paul Auguste Danguy. Cinnamosma madagascariensis ingår i släktet Cinnamosma och familjen Canellaceae. Utöver nominatformen finns också underarten C. m. namoronensis.